# Frederick William Foxworthy
Frederick William Foxworthy, né en 1877 à Goodland, au sud de Chicago, et mort le 4 février 1950 à Berkeley (Californie), est un botaniste américain qui a travaillé principalement sur la flore d'Asie du Sud-Est.

## Biographie
Il est diplômé de l'université Cornell en 1904. De 1906 à 1911, il est botaniste au Bureau des sciences, à Manille. Il commence son étude sur les bois philippins en 1906 ; en 1907 et 1908, il est envoyé à Singapour et à Bornéo où il collecte des données entre 1908 et 1909 ; en 1911, il est transféré au Bureau des forêts, en plus d'être l'assistant du professeur de dendrologie à Manille. Il rejoint le Département des forêts de la péninsule malaisienne (F.M.S.) en tant que chercheur en 1918. Il prend sa retraite en 1932, et meurt le 4 février 1950.
Il a publié 74 noms de plantes. C'est l'auteur de nombreux articles sur la foresterie et l'anatomie du bois.

## Hommages
Plusieurs plantes malaises portent son nom, avec l'épithète spécifique foxworthyi :
- Acoridium foxworthyi Ames, Orchidaceae (Ames) 7: 80 (1922).
- Aeschynanthus foxworthyi Kraenzl., Philipp. J. Sci., C 8: 163 (1913).
- Alpinia foxworthyi Ridl., Philipp. J. Sci., C 4: 189 (1909).
- Antidesma foxworthyi Merr., Philipp. J. Sci., C 11: 55 (1916).
- Astronia foxworthyi Elmer, Leafl. Philipp. Bot. viii. 3091 (1919).
- Begonia foxworthyi Burkill ex Ridl., Fl. Malay Penins. v. 311 (1925).
- Begonia foxworthyi Burkill & Irmsch., Mitt. Inst. Bot. Hamburg viii. 100 (1929), descr. emend.
- Bolbitis foxworthyi (Copel.) Ching in C.Chr., Index Filic., Suppl. Tert. 48 (1934).
- Brackenridgea foxworthyi (Elmer) Furtado, Gard. Bull. Singapore 19: 184 (1962).
- Calamus foxworthyi Becc., Ann. Roy. Bot. Gard. (Calcutta) 11(1): App. 81 (1913).
- Calamus zollingeri subsp. foxworthyi (Becc.) A.J.Hend., Phytotaxa 445(1): 467 (2020).
- Campium foxworthyi Copel., Philipp. J. Sci. 37: 364, t.12 (1928).
- Castanopsis foxworthyi Schottky, Bot. Jahrb. Syst. 49(3-4): 358 (1913).
- Cryptocarya foxworthyi Elmer, Leafl. Philipp. Bot. ix. 3117 (1925), in obs., nomen; et Leafl. Philipp. Bot. x.3752 (1939), descr. angl.
- Cyathea foxworthyi Copel., Philipp. J. Sci., C 3: 355 (1909).
- Dendrochilum foxworthyi Ames, Orchidaceae (Ames) 3: 8 (1908).
- Dioscorea foxworthyi Prain & Burkill, J. Proc. Asiat. Soc. Bengal 10: 34 (1914).
- Diospyros foxworthyi Bakh., Gard. Bull. Straits Settlem. 7: 171 (1933).
- Dysoxylum foxworthyi Elmer, Leafl. Philipp. Bot. 9(128): 3363 (1937).
- Elaeocarpus foxworthyi Merr., Philipp. J. Sci., C 3: 244 (1908).
- Epicharis foxworthyi (Elmer) Harms, Nat. Pflanzenfam., ed. 2 [Engler & Prantl] 19b(1): 168, 176 (1940).
- Eugenia foxworthyi Elmer, Leafl. Philipp. Bot. iv. 1414 (1912).
- Eugenia foxworthyi Ridl., Fl. Malay Penins. i. 728 (1922).
- Heptapleurum foxworthyi (Merr.) Lowry & G.M.Plunkett, Novon 28(3): 153 (2020).
- Hopea foxworthyi Elmer, Leafl. Philipp. Bot. iv. 1469 (1912).
- Hymenophyllum foxworthyi Copel., Philipp. J. Sci., C 12: 45 (1917).
- Ilex foxworthyi Merr., Philipp. J. Sci., C 5: 193 (1910).
- Impatiens foxworthyi M.R.Hend., Gard. Bull. Straits Settlem. 4: 50 (1927).
- Languas foxworthyi Merr., Enum. Philipp. Fl. Pl. i. 231 (1923).
- Mapania foxworthyi Merr., Philipp. J. Sci., C 11: 53 (1916).
- Matonia foxworthyi Copel., Philipp. J. Sci., C 3(6): 343, t. 2 (1909).
- Millettia foxworthyi Merr., Philipp. J. Sci., C 5: 72 (1910).
- Ochna foxworthyi Elmer, Leafl. Philipp. Bot. v. 1823 (1913).
- Palaquium foxworthyi Merr., Philipp. J. Sci., C 10: 60 (1915).
- Planchonella foxworthyi (Elmer) H.J.Lam, Blumea v. 4 (1942), in obs.
- Planchonella foxworthyi (Elmer) H.J.Lam, in Proc. Sixth Pacif. Sci, Congr. iv. 678 (1940), in adnot.
- Pleioluma foxworthyi (Elmer) Swenson, Taxon 62(4): 764 (2013).
- Psychotria foxworthyi Sohmer & A.P.Davis, Sida, Bot. Misc. 27: 145 (-147; fig. 76) (2007).
- Schefflera foxworthyi Merr., Philipp. J. Sci., C 3: 254 (1908).
- Shorea foxworthyi Symington, Gard. Bull. Straits Settlem. 8: 272 (1935).
- Sideroxylon foxworthyi Elmer, Leafl. Philipp. Bot. v. 1836 (1913).
- Sphaerostephanos foxworthyi Holttum, Fl. Males., Ser. 2, Pterid. 1(5): 475 (1982).
- Swintonia foxworthyi Elmer, Leafl. Philipp. Bot. v. 1751 (1913).
- Symplocos foxworthyi Brand, Philipp. J. Sci., C 3: 3 (1908).
- Syzygium foxworthyi (Elmer) Merr., Philipp. J. Sci. 79: 391 (1951).
- Thelypteris foxworthyi (Holttum) Christenh., Global Fl. 4: 30 (2018).
- Trichomanes foxworthyi (Copel.) C.Chr., Index Filic., Suppl. Tert. 189 (1934).
- Trichosporum foxworthyi Merr., Philipp. J. Sci., C 10: 84, in obs. (1915).
- Vaccinium foxworthyi H.F.Copel., Philipp. J. Sci. 42: 547, 580 (1930).

## Quelques publications
- (en) Karl M Wiegand et Frederick William Foxworthy, A key to the genera of woody plants in winter: including those with representatives found growing wild or in cultivation within New York State, publisher not identified, 1906 (OCLC 5261165, lire en ligne)
- (en) Frederick William Foxworthy, Dipterocarpaceae of the Malay peninsula., Federated Malay states government, 1932 (OCLC 5532976, lire en ligne)
- (en) Frederick William Foxworthy, Commercial woods of the Malay Peninsula., Baptist Mission Press, 1921 (OCLC 7766827, lire en ligne)
- (en) Frederick William Foxworthy, Minor forest products of the Malay peninsula, Methodist Pub. House, 1922 (OCLC 5532993, lire en ligne)
- (en) Frederick William Foxworthy, H. W Woolley et Henry Maurice Pendlebury, Durability of Malayan timbers, Forest Dept., Federated Malay States, 1930 (OCLC 5532969, lire en ligne)
- (en) Frederick William Foxworthy, Indo-Malayan woods., Bureau of Printing, 1909 (OCLC 7434282, lire en ligne)
- (en) Fred William Foxworthy, I. Timbers of British North Borneo. II. II., Government of British North Borneo, Department of Forestry, 1916 (OCLC 712598309, lire en ligne)
- (en) Fred William Foxworthy et D. M Matthews, Mangrove and nipah swamps of British North Borneo, Dept. of Forestry, 1917 (OCLC 882880371, lire en ligne)
- (en) I. H Burkill, William Birtwistle, Frederick William Foxworthy et J. B Scrivenor, A dictionary of the economic products of the Malay Peninsula,, Published on behalf of the governments of the Straits settlements and Federated Malay states by the Crown agents for the colonies, 1935 (OCLC 3394835, lire en ligne)
- (en) Frederick William Foxworthy, Commercial timber trees of the Malay Peninsula, Published by permission of the Federated Malay States Government, 1927 (OCLC 4299960, lire en ligne)